# 曹毂
曹毂（？—367年），东晋十六国时匈奴右贤王。
365年，与左贤王刘卫辰同时举兵反前秦，率众二万攻杏城（今陕西黄陵县西南），被苻坚击败，归降前秦，六千余户迁徙到长安（今陕西西安市），前秦封他为雁门公，仍统本部。367年，奉使前燕，探听虚实。不久去世，部众被分为二，由其长子曹玺、幼子曹寅统辖、号东、西曹。